# Thecodiplosis piniradiatae
Thecodiplosis piniradiatae är en tvåvingeart som först beskrevs av Snow och Claudia E. Mills 1900. Thecodiplosis piniradiatae ingår i släktet Thecodiplosis och familjen gallmyggor.
Artens utbredningsområde är Kalifornien. Inga underarter finns listade i Catalogue of Life.